# Nuumamonja: Time and Space Adventures
Nuumamonja: Time and Space Adventures (時空冒険ヌウマモンジャ～ Jikuu Bouken Nuumamonjaa?,  lit. "Dimensional Adventure Numa Monjar") este un OVA anime bazat pe Chrono Trigger. A fost lansat în Japonia în 1996 și se presupune că a fost prezentat la premiera jocului. Are o durată de 16 minute, și muzica sa a fost luată din muzica jocului.
A fost produs de Production I.G, după un scenariu de Hiroshi Izawa și Akihiro Kikuchi. La avut ca director pe Itsuro Kawazaki, și ca director de animație pe Tensai Okamura. Nu a fost niciodată lansat comercial.

## Sinopsis
Povestea ia loc în anul 1000 d.Hr., în același loc cu Chrono Trigger, cu puțin înainte de începutul jocului. Bâlciul Mileniului este infestat noaptea de grupuri de monștrii, care vin prin portalul aflat în Guardia. Cei doi protagoniști, Nu și Mamo (un Kilwala), încearcă să găsească membri pentru trupa lor muzicală "Nuumamonjaa". Negăsind pe nimeni, ei se plimbă prin Bâlci, și îl găsesc pe Johnny din anul 2300 d.Hr., și îi întrerup spectacolul. 
Mai târziu, Nu se înscrie într-un concurs de băutură și câștigă o lopată de aur, cu ajutorul unei manete de Super Famicom. Nu trebuie să urineze după ce a băut atât, și dă din întâmplare peste Gato (Gonzales în Japonia). Gato se activează și începe să fugărească grupul, în timp ce cântă versurile sale din joc: "A, Gonzales. Eu sunt puternic. Înfrânge-mă și câștigă puncte de argint." (Aa Gonzaresu. Ore-wa tsuyoi. Ore ni kattara shirubaa pointo.)
La un moment dat Nu și Mamo ajung în spatele lui Gato în timp ce el continuă să fugă incontrolabil, intrând într-o cursă cu Johnny. Încercând să îl oprească pe Gato, Nu apasă pe un buton de pe spatele lui Gato, ceea ce face ca o mânușă de box la capătul unui arc să îl lovească pe Johnny. Johnny zboară prin aer, delirând și recitând poezie, după care se lovește de un zid. Vocea lui Gato încă se poate auzi din locul în care Nu și Mamo sunt.
Dimineața, Gato încă cântă, dar rămâne fără energie și pică la pământ. Un grup de persoane este văzut în prim plan, privindu-l pe acesta. Crono și Lucca sunt printre aceste persoane.
Creditele îi arată pe Nu și pe Mamo parodiînd scene din joc.

## Voci
- Chafurin (Hirotaka Shimasawa) ca Nu
- Mayumi Tanaka ca Mamo (Kilwala)
- Fumihiko Tachiki ca Gonzalez (Gato)
- Shinichiro Miki ca Johnny
- Ryotaro Okiayu ca Săteanul B
- Toshihiko Nakajima ca Săteanul A
- Yasunori Matsumoto ca Monstru
- Yuuichi Nagashima ca Monstrul Bătrân